# من با یک پلیس ازدواج کردم
من با یک پلیس ازدواج کردم (ایتالیایی: Ho sposato uno sbirro) یک مجموعهٔ تلویزیونی کارآگاهی-پلیسی ایتالیایی است که در سال ۲۰۰۸ منتشر شد.

## گزیدهٔ بازیگران
- آنتونیو کاتانیا
- باربارا بوشه
- جووانا رالی
- پائولو بولیونی
- مارکو بوچی
- سرینا روسی
- فرانچسکو آرکا
- لوکا کالوانی
- پائولو کالابرزی